# Родіонова Поліна Сергіївна
Полі́на Сергі́ївна Родіо́нова (14.03.1994) — українська спортсменка-стрільчиня з лука. Майстер спорту України міжнародного класу (2010). Чемпіонка Європи.

## Життєпис
Займалася танцями, була чемпіонкою України (серед дітей). На стрільбу з лука потрапила випадково — в п'ятому класі. Прийшла у гості до однокласника пограти в плейстейшн, а його не було — пішов на стрільбу з лука. Пішла його забирати, та так і залишилася. Мама Наталя Валентинівна Родіонова — майстер спорту СРСР зі стрільби з лука, а її брат — заслужений тренер України Сергій Валентинович Родіонов, Займається стрільбою з лука з 2004 року.
2014 року здобула золоту нагороду гран-прі Європи (1-й етап; Софія, Болгарія).
Бронзова призерка зі стрільби з лука на XXX Всесвітній літній Універсіаді у Неаполі. В листопаді того ж року на Кубку України зі стрільби з лука (Львів) у складі команди Сумської області виборола бронзову нагороду.
Переможниця Чемпіонату України зі стрільби з лука (січень 2020).
Станом на лютий 2020 року — студентка СумДУ.
19 лютого 2022 року жіноча збірна України (у складі Вероніки Марченко, Анастасії Павлової та Поліни Родіонової) виборола золоту нагороду чемпіонату Європи зі стрільби з лука в приміщенні, що відбувався у словенському Лашко.